# Abinadab
Abinadab ist im Alten Testament der Name vierer Männer.

## Etymologie
Der hebräische Personenname אֲבִינָדָב ’ǎvînādāv, deutsch ‚Abinadab‘, ist ein Verbalsatzname, bestehend aus Subjekt und Prädikat. Subjekt ist das Substantiv  אֲב ’ǎv „Vater“, welches auch theophores Element ist, Prädikat ist ein Zustandsverb der Wurzel נדב ndv „freigebig sein / freiwillig geben / spenden“. Das Verb wird hier aber als Adjektiv gebraucht, das den „Vater“ charakterisieren soll und daher am besten mit „edel“ übersetzt wird. Das Hebräische, wie es in den Personennamen vorliegt, konserviert eine ältere Sprachstufe als das Bibelhebräische. Dies äußert sich darin, dass es sich bei dem -î-, welches an das erste Substantiv angehängt ist, wohl nicht um eine Endung der 1. Person Singular („mein Vater“) handelt, sondern um einen funktionslosen Bindevokal und möglicherweise den Überrest einer alten Kasusendung. Somit bedeutet der Name „Vater ist edel“. Die Bezeichnung Gottes als Vater soll hier seine Beziehung zu den Menschen ausdrücken.
Vergleichen lassen sich Personennamen wie Amminadab (עַמִּינָדָב ‘ammînādāv „Vaterbruder ist edel“), Ahinadab (אֲחִינָדָב ’ǎḥînādāv „Bruder ist edel“), Nadab (נָדָב nādāv „(Gott) ist edel“), sowie Nedabja und Jonadab (דַבְיָה nədavjāh, יֹונָדָב jônādāv, יְהֹונָדָב jəhônādāv, alle „JHWH ist edel“). Vergleichbare Namen sind auch in anderen semitischen Sprachen belegt.
Die Septuaginta gibt den Namen fast immer auf gleiche Weise wie den Namen Amminadab als Αμιναδαβ Aminadab wieder, nur in 1 Kön 4,11  als Χιναναδαβ Chinanadab, die Vulgata als Abinadab, nur in 1 Kön 4,11 als Benabinadab.

## Abinadab, Einwohner Kirjat-Jearims
Abinadab war ein Mann aus Kirjat-Jearim. Er wohnte in einem Haus auf einem Hügel. In diesem Haus wurde die Bundeslade aufbewahrt, nachdem sie von den Philistern an die Israeliten zurückgegeben worden war. Er hatte einen Sohn namens Eleasar, der zur Bewachung der Bundeslade geweiht wurde. Außerdem werden von ihm noch zwei Nachkommen erwähnt, Usa und Achjo, die den Wagen mit der Bundeslade auf dem Weg nach Jerusalem lenkten, als König David die Bundeslade nach der Einnahme Jerusalems dorthin bringen ließ (1 Sam 7,1 , 2 Sam 6,3 , 1 Chr 13,7 ).

## Abinadab, Bruder König Davids
Abinadab war der zweitälteste Bruder von David. Seine weiteren Brüder sind Eliab, Abinadab, Schima, Netanel, Raddai und Ozem, seine Schwestern Zeruja und Abigajil. Damit erweitert das 1. Buch der Chronik den Bericht aus 1 Sam 16 . Dort wird erwähnt, dass David sieben Brüder habe. Von diesen werden aber nur Eliab, Abinadab und Schima namentlich genannt. Die anderen treten in 1 Sam 16,10  zwar auf, bleiben aber namenlos. Abinadab zog mit zweien seiner Brüder in den Kampf gegen die Philister. Sein Sohn wurde unter Davids Sohn Salomo einer von zwölf Statthaltern in Israel.

## Abinadab, Sohn Sauls
Abinadab war der zweitjüngste von vier Söhnen des Königs Saul, der mit seinem Vater und seinen Brüdern in der Schlacht von Gilboa ums Leben kam (1 Sam 31,2 ; 1 Chr 10,2 ).

## Abinadab, Vater eines Statthalters
Abinadab ist in 1 Kön 4,11  der Vater eines von zwölf Statthaltern des Königs Salomo. Diesem unterstand der ganze Höhenrücken von Dor. Er hatte Tafat, die Tochter des Königs, zur Frau (1 Kön 4,11 ).